# Два сантима «Колос»
Монета Два сантима «Колос» (фр. 2 centimes épi) была изготовлена в процессе подготовки к денежной реформе 1960 года, однако в обращение не была выпущена, не выпускалась большим тиражом и существует только в виде пробных монет и прототипов.

### Таблица монет изображением колоса
| Год  | Тираж | Примечания         |
| ---- | ----- | ------------------ |
| 1959 | ???   | прототип из бронзы |
| 1960 | ???   | пробная            |
| 1961 | 3500  | пробная            |